# Gabriela Mistral (mina)
El yacimiento Gabriela Mistral (también llamada Mina Gaby) es una mina a cielo abierto de cobre ubicada en la comuna de Sierra Gorda, Región de Antofagasta, Chile, a 120 km al suroeste de la ciudad de Calama. Entró en producción el año 2008 y es operada por Minera Gaby S.A., una filial 100% propiedad de la empresa estatal Codelco.

## Antecedentes
Las instalaciones de la faena se emplazan a 2660 m s. n. m., en una superficie de aproximadamente 3 614 ha.
El proceso productivo de la división consiste en una extracción de mineral en un rajo abierto, el cual es trasladado a un proceso de chancado en tres etapas (primario, secundario y terciario). Luego, se produce la aglomeración del mineral en un tambor rotatorio (utilizando una mezcla de agua y ácido sulfúrico), una lixiviación del mineral acidificado produciendo una solución rica en cobre, solución que se alimenta a una planta de extracción por solventes donde se genera un electrolito que finalmente es procesado en una planta de electro obtención, obteniéndose como producto final los cátodos de cobre.

## Producción
| 2008 | 2009  | 2010  | 2011  | 2012  | 2013  | 2014  | 2015  | 2016  | 2017  | 2018  | 2019  | 2020  | 2021  |
| ---- | ----- | ----- | ----- | ----- | ----- | ----- | ----- | ----- | ----- | ----- | ----- | ----- | ----- |
| 67.7 | 148.0 | 117.1 | 118.0 | 133.0 | 128.2 | 121.0 | 125.0 | 121.7 | 122.7 | 107.3 | 104.1 | 102.1 | 100.9 |